# Red Bull Salzburg

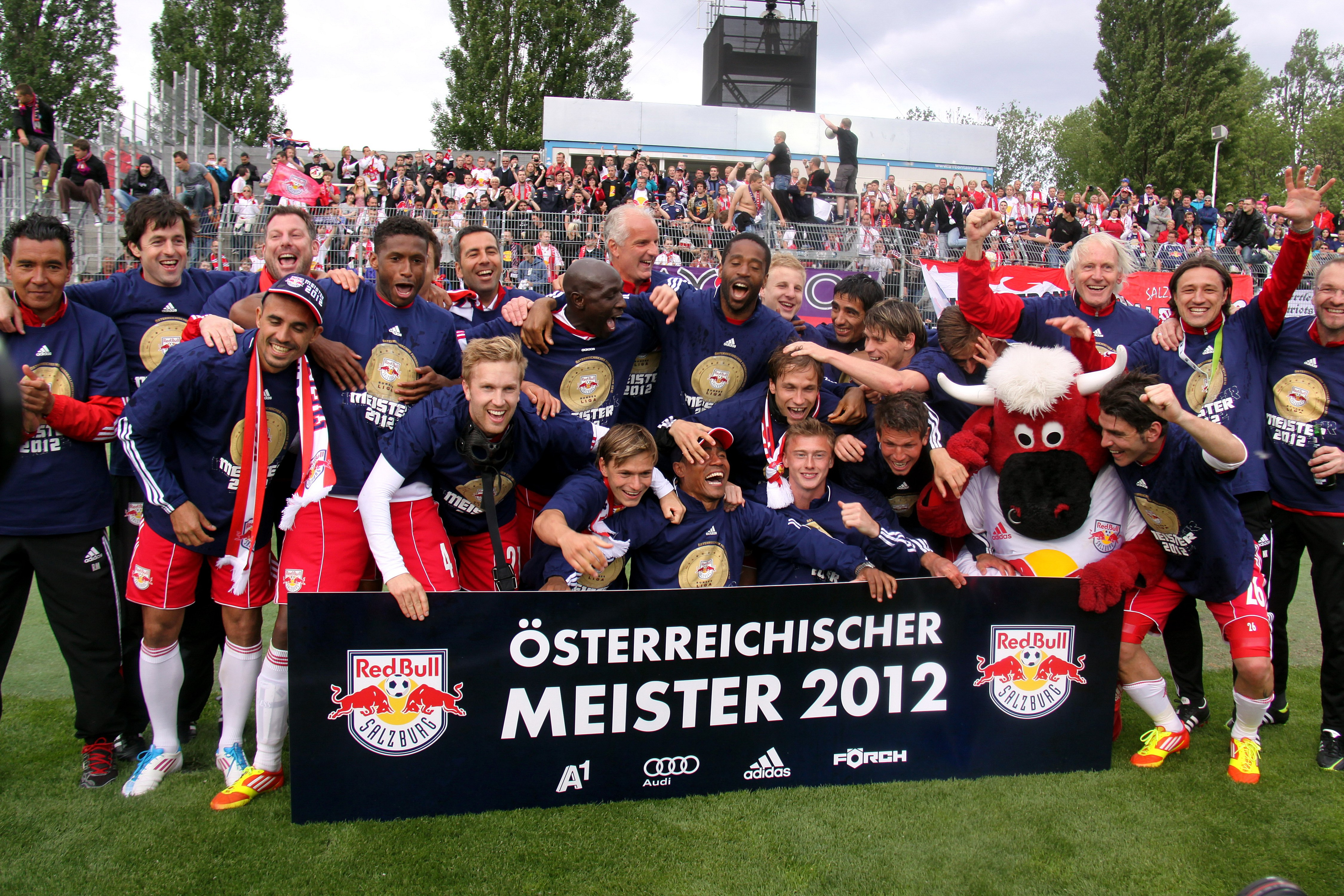
FC Red Bull Salzburg 2012

FC Red Bull Salzburg – austriacki klub piłkarski z siedzibą w Salzburgu, który 6 kwietnia 2005 – po przejęciu 100% akcji klubu Austria Salzburg przez koncern Red Bull który odrzucił tradycje klubowe. Przejął jedynie stadion i miejsce w lidze. Obecnie występuje w austriackiej Bundeslidze.

## Historia
Formalnie Austria Salzburg została założona 13 września 1933, jako Hertha-Rapid Salzburg. 6 kwietnia 2005 powstał Red Bull Salzburg od nazwy sponsora Red Bull. Koncern Red Bull zmienił barwy, herb i cały zarząd klubu.
Przejęcie klubu przez Red Bull
Po przejęciu klubu przez koncern Red Bull, klub zmienił nazwę, zarząd, a także pracowników. Zadeklarowano wówczas, że „to jest nowy klub bez historii”, pomimo iż w odróżnieniu od innych nowo utworzonych klubów, Red Bull Salzburg nie zaczął rozgrywek w najniższej klasie rozgrywkowej, lecz wszedł w miejsce SV Austrii do Bundesligi. W klubie pozbyto się także fioletowego koloru, który cechował poprzednio klub z Salzburga. Zmieniono także klubowe logo, w którym widnieje logo Red Bulla. Kolor fioletowy zmieniono na barwy czerwono-białe (także barwy koncernu). Całkowita przemiana odrzucająca przeszłość Austrii Salzburg nie była pierwszym i jedynym w historii sportu i koncernu Red Bull. Podobnie zrobił producent podczas przejęcia przez Red Bull zespołów Formuły 1, Red Bull Racing i Scuderia Toro Rosso. Jednak podczas wykupienia klubu Major League Soccer, Red Bull New York taka procedura nie była przeprowadzona.
Kibice klubu byli wściekli na taki obrót sprawy starali się przeciwdziałać zmianom wprowadzanym przez nowego właściciela salzburskiego klubu by zachować klubową tradycję pielęgnowaną od lat. Także kilka fanklubów w Europie zostało przeciwnikami takiej polityki marketingowej i stworzenie sobie wrogo przejętego komórki sportowej nadchodzącej komercjalizacji w piłce nożnej.
Jednak po 5 miesiącach protestów fanów klubu a także rozmów pomiędzy nimi a zarządem klubu, nie osiągnięto żadnego kompromisu. 15 września 2005, „fioletowi” fani oficjalnie oświadczyli o fiasku ich starań i prób.
Obecnie w klubie istnieją dwie grupy kibiców: „Czerwono-Biali”, którzy popierają zarząd i „nowy” klub, a także „Fioletowo-Biali”, którzy popierają 72-letnią tradycję klubu i uważają, iż nie są fanami „nowego” klubu. W lipcu 2006 „Fioletowo-Biali” zarejestrowali oficjalnie nazwę „SV Austria Salzburg”, a także stare logo klubu. Przejęli oni także sekcję piłki nożnej przy Policyjnym Klubie Sportowym z Salzburga i tak stworzony klub rozgrywa wówczas mecze w 1. lidze okręgu Salzburga. Pierwszy mecz nowej-starej drużyny został rozegrany 1 kwietnia przeciwko drużynie FC Puch.

## Sukcesy
- Mistrz Austrii (17x): 1994*, 1995*, 1997*, 2007, 2009, 2010, 2012, 2014, 2015, 2016, 2017[1], 2018, 2019, 2020, 2021, 2022, 2023
- Wicemistrz Austrii: 2006, 2008, 2011, 2013, 2024, 2025
- Puchar Austrii (9x): 2012, 2014, 2015, 2016, 2017, 2019, 2020, 2021, 2022
- W pierwszej lidze austriackiej: 2005–teraz

*Tytuły w 1994, 1995, i 1997 zdobyte jako SV Austria Salzburg

## Obecny skład
Stan na 23 lutego 2022
| Nr | Poz. | Piłkarz                        |
| -- | ---- | ------------------------------ |
| 1  | BR   | Nico Mantl                     |
| 2  | OB   | Ignace Van der Brempt          |
| 3  | OB   | Bryan Okoh                     |
| 4  | OB   | Kamil Piątkowski               |
| 5  | OB   | Albert Vallci                  |
| 6  | OB   | Jérôme Onguéné                 |
| 7  | PO   | Nicolás Capaldo                |
| 9  | NA   | Chukwubuike Adamu              |
| 10 | PO   | Antoine Bernède                |
| 11 | PO   | Brenden Aaronson               |
| 13 | PO   | Nicolas Seiwald                |
| 14 | PO   | Maurits Kjaergaard             |
| 15 | PO   | Mamady Diambou                 |
| 16 | PO   | Zlatko Junuzović (wicekapitan) |
| 17 | OB   | Andreas Ulmer (kapitan)        |

| Nr | Poz. | Piłkarz           |
| -- | ---- | ----------------- |
| 18 | BR   | Philipp Köhn      |
| 19 | PO   | Mohamed Camara    |
| 20 | NA   | Sékou Koïta       |
| 21 | PO   | Luka Sučić        |
| 22 | OB   | Oumar Solet       |
| 27 | NA   | Karim Adeyemi     |
| 30 | NA   | Benjamin Šeško    |
| 33 | BR   | Alexander Walke   |
| 37 | OB   | Daouda Guindo     |
| 39 | OB   | Maximilian Wöber  |
| 43 | OB   | Rasmus Kristensen |
| 44 | PO   | Samson Tijani     |
| 77 | NA   | Noah Okafor       |
| 95 | OB   | Bernardo          |
| –  | PO   | Ousmane Diakité   |

### Piłkarze na wypożyczeniu
| Nr | Poz. | Piłkarz                                                  |
| -- | ---- | -------------------------------------------------------- |
|    | NA   | Roko Šimić (w FC Liefering do 30 czerwca 2022)           |
|    | OB   | Amar Dedić (w Wolfsbergerze AC do 30 czerwca 2022)       |
|    | OB   | Gideon Mensah (w Girondins Bordeaux do 30 czerwca 2022)  |
|    | OB   | Kilian Ludewig (w Willem II do 30 czerwca 2022)          |
|    | NA   | Nene Dorgeles (w SV Ried do 30 czerwca 2022)             |
|    | NA   | Forson Amankwah (w FC Liefering do 30 czerwca 2022)      |
|    | OB   | Jasper van der Werff (w SC Paderborn do 30 czerwca 2022) |

| Nr | Poz. | Piłkarz                                                |
| -- | ---- | ------------------------------------------------------ |
|    | OB   | Darko Todorović (w Achmacie Grozny do 30 czerwca 2022) |
|    | PO   | Youba Diarra (w TSV Hartberg do 30 czerwca 2022)       |
|    | PO   | Oumar Diakité (w FC Liefering do 30 czerwca 2026)      |
|    | PO   | Mamadou Sangare (w Grazer AK do 30 czerwca 2022)       |
|    | PO   | Lawrence Agyekum (w FC Liefering do 30 czerwca 2026)   |
|    | NA   | Daniel Owusu (w FC Liefering do 30 czerwca 2022)       |
|    | OB   | Lucho (w FC Liefering do 30 czerwca 2022)              |

## Sztab szkoleniowy
- Matthias Jaissle – trener
- Rene Aufhauser – asystent trenera
- Franz Schiemer – asystent trenera
- Herbert Ilsanker –  Dodatkowy asystent trenera